# Klang (Malajzia)
Klang város Malajziában, a Maláj-félsziget középső részének nyugati részén. Kuala Lumpur központjától 32 km-re délnyugatra fekszik. Lakossága 744 ezer fő volt 2010-ben az azonos nevű körzeté 842 ezer. Lakosságának 45%-a maláj, 26% kínai, 19% indiai származású.
Selangor államban fekszik, melynek korábbi fővárosa volt. A mellette fekvő Port Klang az ország legnagyobb kikötője.

## Nevezetes szülöttei
- Guy Sebastian (* 1981), ausztrál popénekes
- Mohd Rizal Tisin (* 1984), kerékpáros sportoló

## Fordítás
- Ez a szócikk részben vagy egészben  a   Klang című angol Wikipédia-szócikk fordításán alapul.  Az eredeti cikk szerkesztőit annak laptörténete sorolja fel. Ez a jelzés csupán a megfogalmazás eredetét és a szerzői jogokat jelzi, nem szolgál a cikkben szereplő információk forrásmegjelöléseként.